# DKW RT 125
DKW RT 125 — мотоцикл з двотактним одноциліндровим двигуном, виробництва німецької фірми  DKW. 
«RT 125» означає «Reichstyp», «національна модель» з об'ємом двигуна (округлено) 125 куб. см. Вироблявся з 1939 в Німеччині, а після війни в інших країнах до 1965 року. Був розроблений конструктором DKW в місті Чопау (Zschopau) Германом Вебером.
Модель RT 125 є найбільш копійованим в світі мотоциклом.
У Німеччині було вироблено близько 450.000 екземплярів RT 125, це найбільша кількість вироблених мотоциклів однієї моделі. 

## Технічні особливості
Мотоцикл RT 125 оснащувався одноциліндровим двотактним двигуном повітряного охолодження з системою продувки Шнюрле.
Діаметр циліндра двигуна 52 мм, хід поршня 58 мм, робочим об'ємом куб. см, потужність становила (в залежності від моделі) 4,75 до 6,5 к.с.
Картер двигуна і головка циліндра відливалися з алюмінієвого сплаву,
циліндр з чавуну. Мотор мав генератор постійного струму (6 В), карбюратор з поплавком і голчастим клапаном.
У середині картера крутний момент від колінвалу на трансмісію передавався роликовим ланцюгом, багатодискове зчеплення і коробка передач працювали в масляній ванні. 
Мотори оснащувалися трьох і чотирьохступеневою коробкою паредач. Передачі перемикались ножним важелем, це було зручною новинкою того часу. Привід на заднє колесо реалізувався роликовим ланцюгом. Розмір шин 2,75×19".
Зчеплення витискалось ручним важелем на кермі, та через гнучкий трос передавало зусилля на механізм.
Рама мотоцикла трубчаста, закритого типу. Передня вилка паралелограмного типу, заднє колесо без амортизації. Сідло водія оснащувалось двома великими спіральними пружинами з різними варіантами кріплення. Для надійності системи запалювання та освітлення, на мотоциклі встановлювався акумулятор.
Для двигуна застосовувалося паливна суміш моторної оливи і бензину в співвідношення 1:25 до 1:40, витрата палива становила близько 2,5 літрів на 100 км. Максимальна швидкість RT 125 від 75 до 90 км/год. (в залежності від моделі), вага близько 70 кг.

## Історія моделі

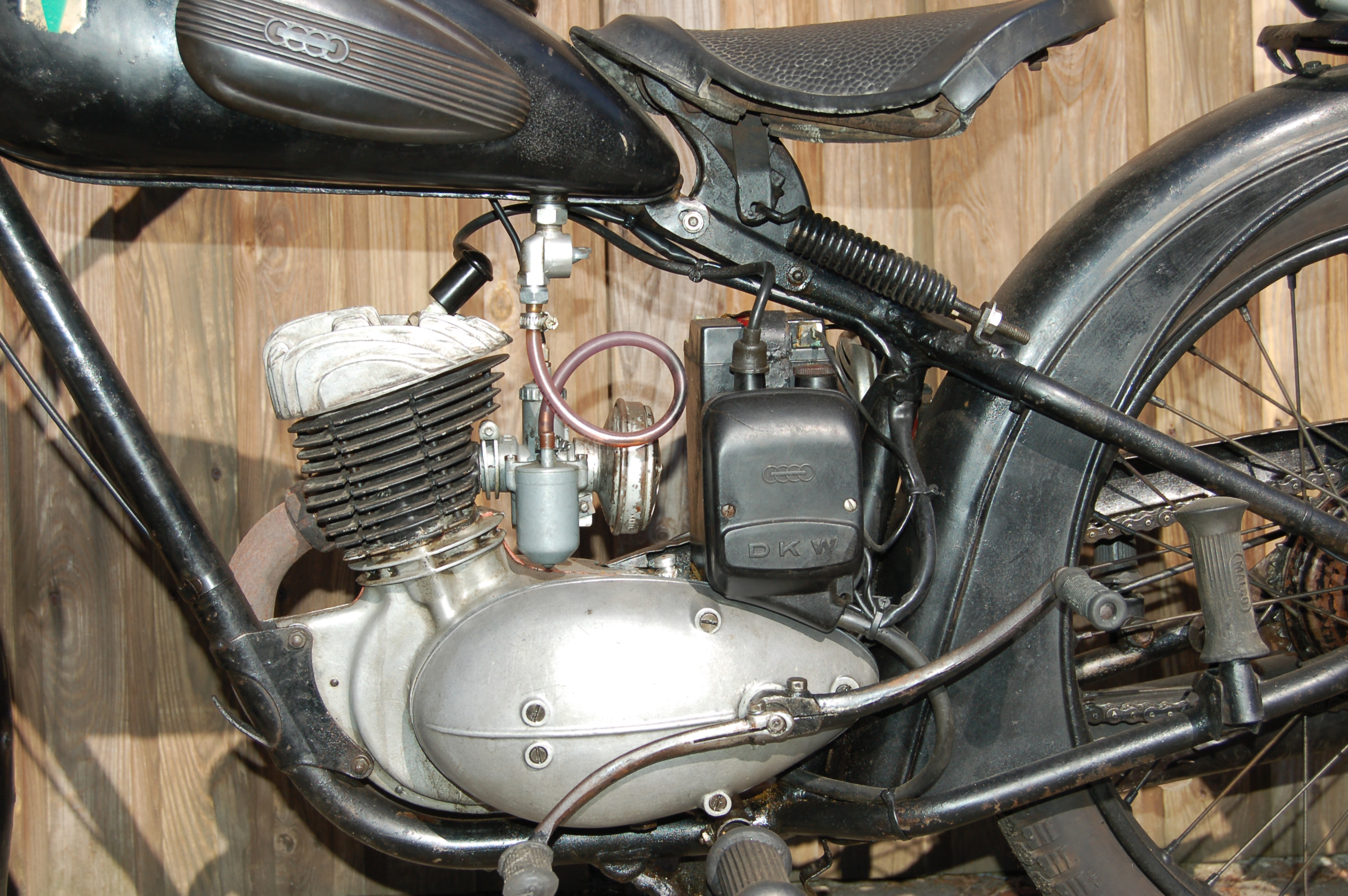
Двигун мотоцикла DKW RT125 W, 1950 рік

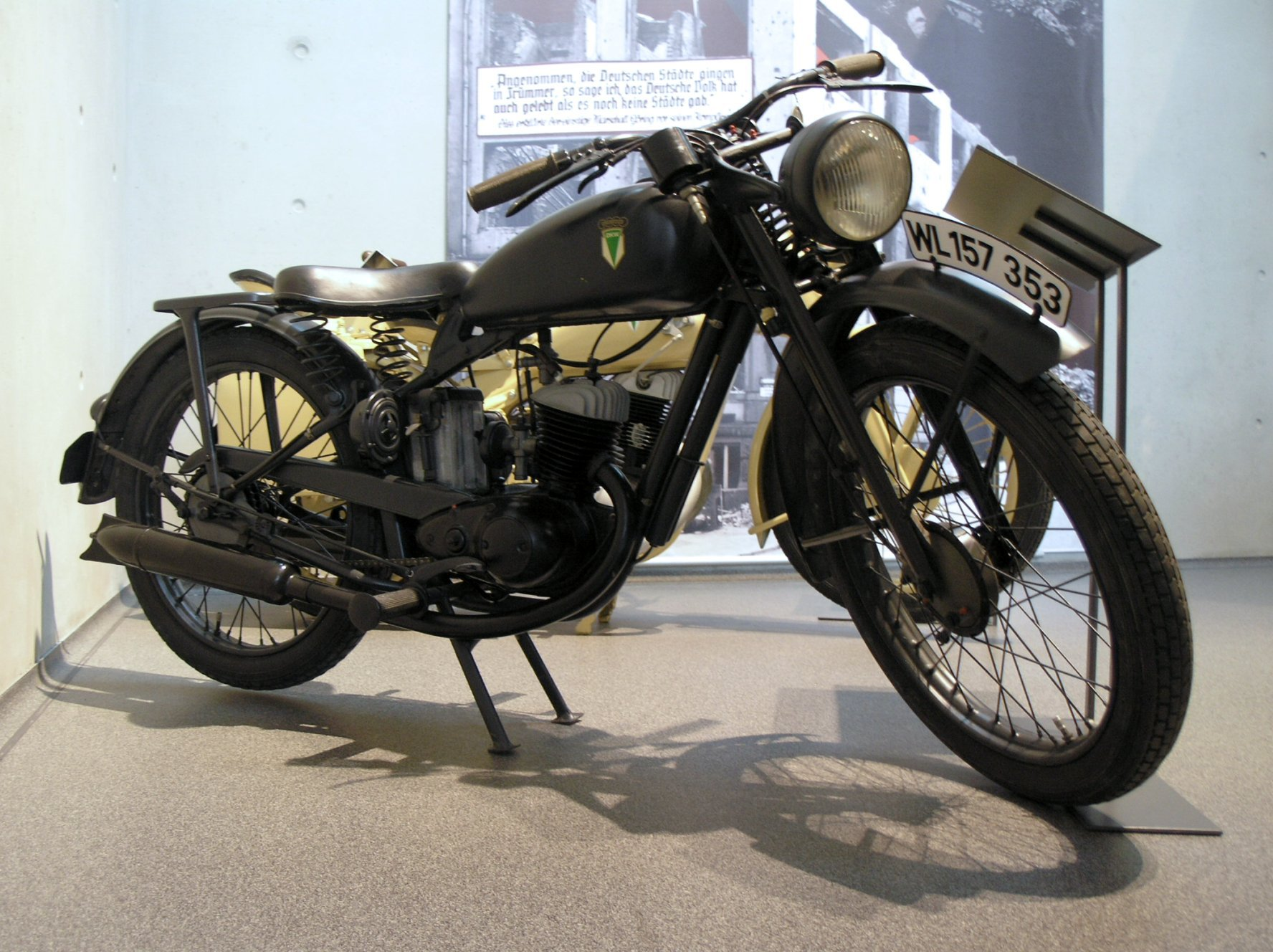
Військова версія DKW RT 125-1 (1943-1944)

У 1932 році фірма DKW придбала ліцензію Адольфа Шнюрле (A. Schnürle) з фірми Deutz на метод петлевої продувки циліндра двотактного двигуна та ексклюзивне право його використання в своїх бензинових двигунах.
Це дозволило відмовитися від використання дефлектора на поршні, підвищити ефективність згоряння палива та потужність двигуна. Таким чином був сконструйований новий вдалий двигун з гладким поршнем, який визначив розвиток мотоциклетних моторів на багато років вперед.
Конструкція RT 125 1939 року була заснована на моделі RT 100 1934 року з мотором 100 куб. см.
RT 125 був останнім цивільним мотоциклом в довоєнній Німеччині, відразу став популярним. Мотоцикл був потужнішим і коштував дешевше конкурентних моделей (напр. NSU 125 ZDB), його вартість була 425 рейхсмарок, це була середня зарплата вчителя того часу. 
Новинкою мотоцикла був мотор з об'ємом 125 куб. см., з ножним  важелем перемикання передач, він  оснащувався батарейною системою запалювання, спідометром. Мотоцикл випускався тільки чорного кольору, та прикрашався білими ліновками.
Окрім цивільного використання RT 125 був в великій кількості на озброєнні німецького вермахту. У 1941 році його виробництво було припинено через випуск більш важкої моделі NZ 350-1.
Але через потребу військових в легкому мотоциклі, з 1943 року було розпочато виробництво військової модифікації під назвою, RT 125 n.A (n.A neuere Ausführung — нова версія), або RT 125-1. Мотоцикл оснастили посиленою рамою, збільшеним баком з військової заправочною горловиною, вихровим воздухофільтром, більш потужним двигуном повністю виготовленим із чавуну. Мотоцикл важив 91 кг, був потужним і маневреним, до кінця війни було випущено близько 12000 штук.

## Копії мотоцикла DKW RT 125

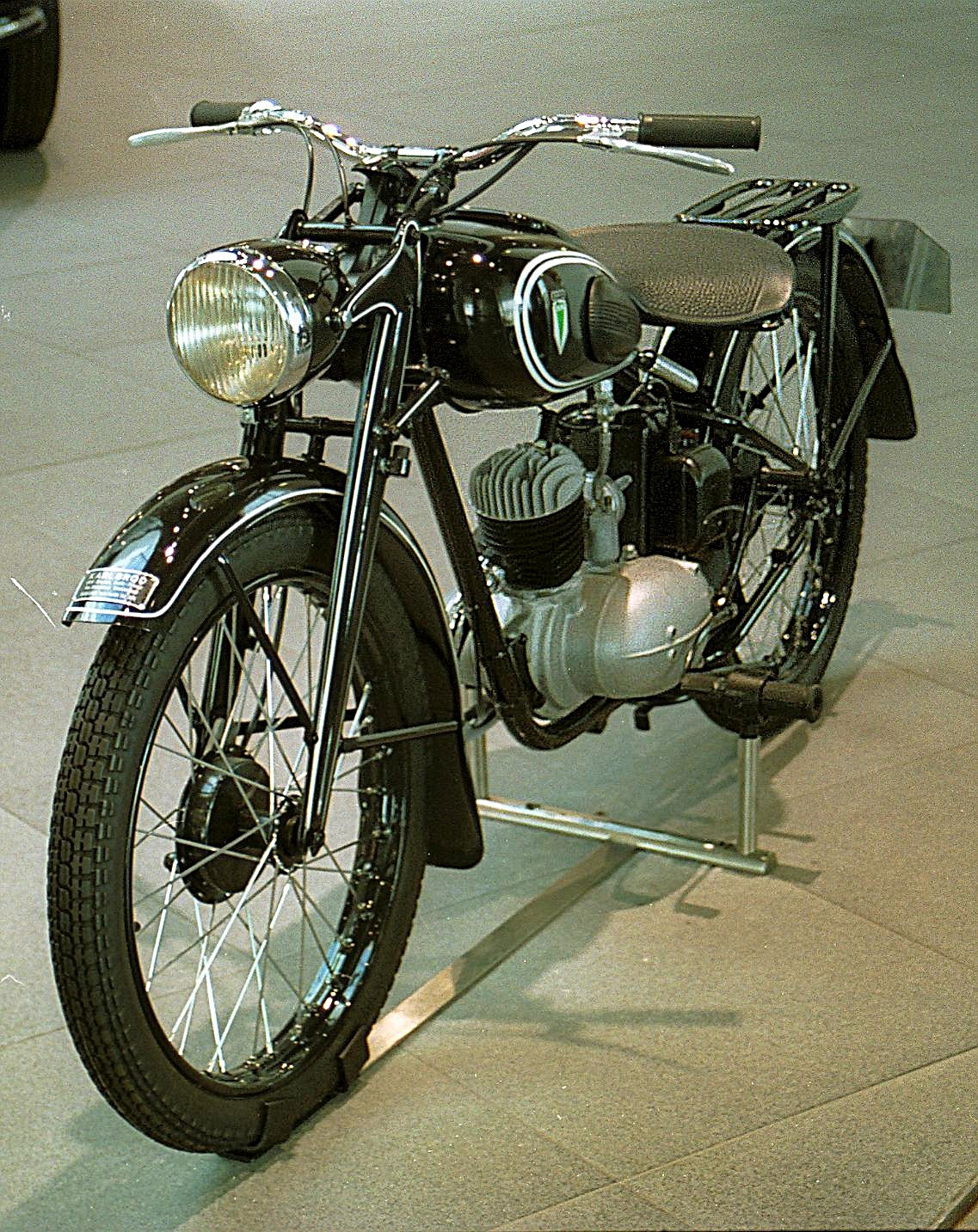
DKW RT 125 модель 1950 року, музей Audi Ingolstadt

RT 125 був найбільш копійованим в світі мотоциклом всіх часів. Після Другої світової війни патенти фірми DKW не діяли, і унікальну модель RT 125 випускали в ряді країн майже без змін.
- У Великій Британії вже під час Другої світової війни компанією Royal Enfield були скопійовані RT 100 і RT 125. Пізніше креслення RT 125 стали основою мотоцикла BSA Bantam. Мотоцикл «BSA-D1» (1948-1951 рр.) був «лівосторонню» копію німецького мотоцикла: ланцюг задньої передачі і генератор знаходились не праворуч, а ліворуч, механізм перемикання передач і кікстартер було перенесено на праву сторону.

- З 1939 року в Польщі компанією WSK за ліцензією випускалася модифікована версія RT125 — RT175. Копії RT 125  виготовляли фірма SHL (моделі M02, M03 і M04), Sokół (модель 125) і WSK (модель M06).
- До війни чехословацька фірма «Jawa» випускали за ліцензією модель RT 125.

- Після Другої світової війни документація, обладнання та частина персоналу заводу DKW в Чопау як військові репарації були вивезені в СРСР. Випуск моделі DKW RT 125 почали на Московському мотоциклетному заводі під назвою «Москва» М1А. Пізніше виробництво було передано  в Мінськ на завод ММВЗ (моделі М1А, М1М) і Ковровский мотоциклетний завод, де за німецькими кресленнями випускалися моделі К-125, та, після модернізації — К-55 і К-58.

- З 1949 року виробництво мотоцикла тривало в НДР на колишньому заводі DKW — що отримав назву IFA (з 1956 року його було перейменовано в MZ).

- На території ФРН, в місті Інгольштадт, новоутворене підприємство Auto Union, в 1949 році почало виробництво моделі DKW RT 125. Буква «W» позначала «West», це було зроблено для того, щоб відрізнити мотоцикл від моделі IFA DKW RT 125. З 1951 року на мотоцикл встановлювали телескопічну передню вилку з гідравлічним амортизатором[3], а в 1954 встановили амортизовану задню вилку.

- В Індії — випускалася модель Rajdoot компанії Escord

- У США на базі RT 125 випускали модель Harley-Davidson «Hummer» (1959-1960 рр.).
- Японія: Yamaha скопіювала RT 125  в основу Yamaha YA-1 (1954-1956 рр.). Відмінною рисою Yamaha YA-1 була телескопічна передня вилка і чотириступінчаста коробка передач.
- В Італії фірма Moto Morini скопіювала RT 125  в основу «125 Turismo» (1946-1953 рр.), а також Mival (1946-1953).
- Угорщина (ВНР): завод Csepel випускав модель «125-сс» 1947-1954 рр.

## DKW RT 125 предмет колекціювання
Мотоцикл дуже популярний серед колекціонерів старої мототехніки. Завдяки значній кількість випущених машин, та наявності запчастин  сучасна вартість RT 125 відносно невелика. Довоєнні цивільні моделі, та мотоцикли вермахту цінуються значно дорожче. Багато моделей RT-125 використовують як стильні мотоцикли для повсякденної їзди.
З 2002 року в Німецькому місті Lieren проводиться фестивалі любителів мотоциклів RT-125, а з 2006 року подібний захід проходить в Dorfchemnitz.
|                                              |
| Японська копія RT 125: Yamaha YA-1 1956 року |

|                                                      |
| Польська версія SHL M04, вироблялась 1948-1952 роках |

|                                                     |
| Harley-Davidson Hummer, роки випуску 1948-1966, США |

|                                                         |
| Велика Британія: BSA Bantam, вироблявся 1948-1953 роках |

|                                                                |
| Мотоцикл К-125М Ковровського мотоциклетного заводу ЗіД, 1955р. |

## Дивись також
- Мотоцикл
- DKW NZ 350
- мотоцикл К1-Б "Кієвлянін"
- Мотоцикл "Мінськ"
- Мотоцикл Іж-49

 Вікісховище має мультимедійні дані за темою: Мотоцикл DKW RT 125